# 박선영 (성우)
박선영(1972년 1월 3일 ~ )은 한국의 여자 성우이다. 1996년~1997년까지 온미디어 2기 공채 성우로 입사하여 활동했다가 1997년 MBC 14기 공채 성우로 재데뷔했다.
배우자: 남편
자녀: 딸 2명 (김현,  김진)

## 출연 작품
굵은 글씨는 메인 캐릭터.

### TV 애니메이션(MBC)
- 꼬마마법사 레미 (MBC, 투니버스) - 유사랑(세노오 아이코)
- 꼬마마법사 레미 샵 (MBC, 투니버스) - 유사랑
- 꼬마마법사 레미 포르테 (MBC, 투니버스) - 유사랑
- 낚시왕 강바다 (MBC) - 황채린
- 닥터 슬럼프 (MBC) - 강미리
- 동화 읽어주는 TV (MBC)
- 모트의 시간여행 (MBC) - 다이앤
- 부메랑 파이터 (MBC) - 포치
- 스튜어트 리틀 (MBC) - 스튜어트 리틀
- 싸커보이 토토 (MBC) - 미로, 안나, 담임 선생, 윈디, 라이
- 아웅다웅 동화나라 (MBC)
- 안녕 토토비 (MBC)
- 에그보이 코루 (MBC)
- 천재소년 지미 뉴트론 (MBC) - 신디
- 장금이의 꿈 (MBC) - 최금영, 한상궁, 어린 장수로
- 파뇨파뇨 디지캐럿 (MBC) - 데이지
- 햄스터 클럽 (MBC)

### TV 애니메이션(투니버스)
- 괴도 키드 (투니버스) - 앤 공주
- 꼬마마법사 레미 비바체 (투니버스) - 유사랑
- 나루토 (투니버스) - 후우마 사사에
- 신데렐라 (투니버스) - 새엄마
- 아이 엠 스타! (투니버스) - 로즈
- 아즈망가 대왕 (투니버스) - 양소란
- 엄마는 4학년 (투니버스)
- 에어마스터 (투니버스) - 미치루
- 오즈 (투니버스) - 필리시아
- 은장기공 오디안 (투니버스) - 넬
- 전설의 마법 쿠루쿠루 (투니버스) - 룰루, 추울, 속닥악마, 크리리스 공주
- 캐릭캐릭 체인지 (투니버스) - 란
  - 캐릭캐릭 체인지 두근두근 (투니버스) - 란
  - 캐릭캐릭 체인지 파티 (투니버스) - 란
  - 캐릭캐릭 체인지 쁘띠 (투니버스) - 란
- 개구리 중사 케로로 (투니버스) - 유빈, 란
- 천공전사 젠키 (투니버스)
- 신비아파트 시리즈 (투니버스) - 최강림의 어머니
- 허클베리핀의 모험 (투니버스) - 베키

### TV 애니메이션(타사)
- DARKER THAN BLACK -유성의 제미니- (애니맥스) - 스오우 파브리첸코
- 눈의 여왕 (대원방송) - 겔다
- 나이트워커 (XTM) - 강수비
- 디지몬 프론티어 (대원방송) - 고은비-페어리몬-슈츠몬, 오파니몬
- 로보카 폴리 (EBS, 투니버스) - 엠버, 로디, 씨씨, 애니
- 마법신화 라그나로크 (SBS) - 마야
- 엄마 찾아 삼천리 (EBS1) - 피오리나 페피노, 크리스타나, 파블로
- 새콤달콤 캐치! 티니핑 - 샤샤핑
- 마스터 햄스터 장인 (재능TV) - 황보연
- 모레의 방향 (애니맥스) - 이오카와 카라다
- 미키마우스 클럽하우스 - 큐들즈
- 바다요정 스노크 (재능TV) - 미미
- 부탁해 마이 멜로디 (SBS) - 한소율
- 빙쵸탄 (애니맥스) - 치쿠탄
- 샤머닉 프린세스 (애니맥스) - 레나
- 소년탐정 김전일 Original (대원방송) - 이즈미 사쿠라
- 수지와 마빈 (애니원) - 수지
- 스위트 프리큐어♪ (대원방송) - 최향기(호죠 히비키) / 큐어 멜로디
- 스즈미야 하루히의 우울 (애니맥스) - 스즈미야 하루히
- 스쿨럼블 (대원방송) - 이치죠 카렌, 사사쿠라
- 아리아 디 애니메이션 (애니맥스) - 아이카 그란체스터
- 아리아 더 내츄럴 (애니맥스) - 아이카 그란체스터
- 아리아 디 오리지네이션 (애니맥스) - 아이카 그란체스터
- 유희왕 (애니원) - 안수진
- 은반의 수호천사 (애니맥스) - 사쿠라노 타즈사
- 절대가련 칠드런 (대원방송) - 아카시 카오루
- 지옥소녀 (애니맥스) - 유키
- 쪽빛보다 푸르게 (대원방송) - 사쿠라바 아오이
- 치로와 친구들 (대원방송) - 치요
- 치링치링 시크릿 쥬쥬 (재능TV) - 쥬쥬, 마녀
- 놀이터 구조대, 뽀잉 (EBS) - 토리
- 늘코의 참 큰 세상 (EBS) - 뽀미
- 머털도사 (EBS) - 묘선
- 빛의 전사 레나 (EBS) - 레나
- 요술공주 세리 (EBS) - 세리
- 크로스 게임 (EBS) - 오은서
- 풍선 코끼리 발루뽀(EBS) - 엘뽀 공주
- 택틱스 (애니맥스) - 로자리
- 토마스와 친구들 - 레베카
- 트랙시티 (SBS)
- 투 러브 트러블 (대원방송) - 사이렌지 하루나
- 파워퍼프걸 (카툰네트워크) - 블로섬
- 폴리와 함께하는 교통안전 이야기 - 제니, 신디
- 피규어 17 (데원방송) - 나래
- 해피해피 클로버 (대원방송) - 랑랑
- 아이언 키드 (KBS) - 앨리, 켈리
- 동화나라 포인포 (KBS) - 포포

### OVA 애니 더빙
- 꼬마마법사 레미 비밀편 - 유사랑
- 아리아 디 아리에타 OVA (애니맥스) - 아이카 그란체스터
- 스쿨럼블 OVA 1학기 보충수업 (대원방송) - 사사쿠라 요코, 이치죠 카렌, 해설

### 영화 애니메이션 더빙
- 극장판 신비아파트: 하늘도깨비 대 요르문간드 - 강림 엄마
- 극장판 유희왕 더 다크 사이드 오브 디멘션즈 - 안수진
- 스파이더맨: 뉴 유니버스 - 그웬 스테이시
- 오세암 (MBC) - 감이
- 은하철도 999 리턴즈1 신비소녀 쥬라 - 쥬라
- 이집트 왕자 2: 요셉 이야기 - 아스나(요셉 부인)
- 천녀유혼 (MBC) - 소접
- 폴라 익스프레스 (SBS) - 영웅 소녀 (노나 M. 게이)

### 외주제작 드라마
- 울트라맨 메비우스 (재능TV) - 나마리
- 마법전사 유캔도 (재능TV) - 린
- 파워레인저 캡틴포스 (대원방송) - 시바 카오루, 블레이드 레드
- 천하무적 아머히어로 (재능TV) - 강혜주

### 외화 영화 더빙
- 007 리빙 데이라이트 (MBC) - 머니페니(캐롤라인 블리스) / 금발 여성(캐서린 라벳)
- 007 뷰 투 어 킬 (MBC)
- 007 살인면허 (MBC) - 팸 (캐리 로웰)
- 25살의 키스 (SBS) - 키어스틴 리오시스 (제시카 알바)
- 4월 이야기 (MBC) - 니레노 우츠키 (마츠 다카코)
- 고질라 (MBC) - 오드리 (마리아 피틸로)
- 공포의 룸메이트 (MBC)
- 꿈꾸는 아프리카 (SBS)
- 나비효과 (MBC) - 켈리 (에이미 스마트)
- 나쁜 녀석들 (MBC)
- 나인 야드 (MBC) - 질 (어맨다 피트)
- 뉴 이어스 데이 (SBS) - 루완다(니콜 찰스)
- 당신이 잠든 사이에 (MBC) - 루시의 친구(마르시아 라이트)
- 더블 크라임 (MBC) - 앤젤라 (애나베스 기시)
- 데블스 오운 (SBS)
- 도플갱어 (MBC)
- 동방불패 (MBC) - 동방불패 (임청하)
  - 동방불패 2 (MBC) - 동방불패 (임청하)
- 동사서독 (MBC) - 자애인 (장만옥)
- 디 아이 2 (SBS) - 샘의 아내 (원려기)
- 디레일드 (MBC)
- 라스트 모히칸 (MBC)
- 러브 레터 (SBS)
- 러시 아워 (MBC)
- 레트로액티브 (MBC) - 카렌 (카일리 트래비스)
- 로스트 인 스페이스 (MBC) - 윌 (잭 존슨)
- 로즈 앤 그레고리 (MBC) - 로즈 (바브라 스트라이샌드)
- 론머맨 (MBC) - 포크
- 리틀 킹 (MBC)
- 링(미국판) (SBS) - 레베카 코틀러 (레이첼 벨라)
- 링(일본판) (MBC)
  - 링 2 (MBC) - 카나에 (후카다 쿄코)
- 마우스 헌트 (MBC) - 에이프릴(비키 루이스)
- 마틸다 (MBC) - 마틸다 웜우드 (마라 윌슨)
- 말괄량이 삐삐 (EBS) - 아니카 (마리아 페르손)
- 메리에겐 뭔가 특별한 것이 있다 (MBC) - 메리 (캐머런 디애즈)
- 메이드 인 아메리카 (MBC) - 조라 (니아 롱)
- 미션 임파서블 2 (MBC) - 나이아 (탠디 뉴턴)
- 미스 에이전트 2 (SBS) - 자넷 맥커렌 (엘리자베스 룀)
- 바닐라 스카이 (MBC) - 줄리아 (캐머런 디애즈)
- 바비 (MBC) - 수잔(메리 엘리자베스 윈스티드)
- 베른의 기적 (SBS) - 잉그리드 (비르데 볼터)
- 브레이크 다운 (MBC) - 에이미 (캐슬린 퀸런)
- 브링 잇 온 (MBC) - 미씨 (엘리자 두시쿠)
- 블레이드 (MBC)
- 블루 데블 (MBC)
- 비긴 어게인 (MBC) - 그레타 (키이라 나이틀리)
- 비욘드 랭군 (MBC)
- 비욘드 사일런스 (MBC)
- 비틀쥬스 (MBC) - 리디아(위노나 라이더)
- 사랑은 다 괜찮아 (MBC) - 이사벨 (살마 아예크)
- 상하이 나이츠 (MBC)
- 세인트 (MBC)
- 소림오조 (MBC) - 홍두낭자 (구숙정)
- 쉬핑 뉴스 (SBS)
- 스크림 2 (MBC)
- 스타워즈 에피소드 (MBC) - 파드메 / 아미달라 (내털리 포트먼)
- 스토커 (MBC) - 니나 요킨 (코니 닐슨)
- 스틸 (MBC) - 캐런 (너태샤 헨스트리지)
- 스폰 (MBC)
- 슬립 허, 쉬즈 프렌치 (MBC) - 스탈라 그래디 (제인 맥그리거)
- 식스 데이 세븐 나잇 (MBC) - 로빈 (앤 헤이시)
- 신투첩영 (MBC)
- 써든 데스 (MBC) - 에밀리 (휘트니 라이트)
- 아임 낫 스케어드 (SBS) - 마리아 (길리아 마투로)
- 어바웃 어 보이 (MBC) - 레이첼 (레이철 바이스)
- 에버 애프터 (MBC) - 자끄린느 (멜러니 린스키)
- 엑소시스트 (SBS) - 레건 테레사 맥닐 (린다 블레어)
- 영 건 2 (MBC) - 제인 (제니 라이트)
- 영웅신탐 (MBC)
- 오리지널 씬 (MBC) - 줄리아 (안젤리나 졸리)
- 오보소도 (SBS) - 카티아 (지아다 피에리)
- 올드 스쿨 (SBS) - 마리사 (페리 리브스)
- 왓 위민 원트 (MBC) - 알렉스 (애슐리 존슨)
- 왓처 (MBC)
- 용가리 - 세라 (줄리 케슬러)
- 월드 오브 투모로우 (MBC) - 폴리 퍼킨스 (귀네스 팰트로)
- 유턴 (MBC) - 그레이스 맥켄나 (제니퍼 로페즈)
- 유혹은 밤 그림자처럼 (MBC) - 벤 부인
- 유혹의 선 (MBC) - 레이첼 (줄리아 로버츠)
- 이연걸의 탈출 (MBC) - 헬렌 (구숙정)
- 이탈리안 잡 (MBC) - 스텔라 (샤를리즈 테론)
- 인자무적 (MBC)
- 인형의 집으로 오세요 (MBC) - 미시 (다리아 칼리니나)
- 일렉션 (MBC) - 트레이시 플릭 (리스 위더스푼)
- 일본침몰 (MBC) - 레이코 (시바사키 코우)
- 저지 걸 (SBS) - 거티 (라켈 카스트로)
- 적벽대전 2 (MBC) - 려희 (송가)
- 정이건의 영웅 (MBC) - 캐리 / 맨디 (양영기)
- 제니퍼 연쇄 살인사건 (MBC) - 헬레나 (우마 서먼)
- 조이(영어판) (MBC) - 린다 (알렉스 맥케나)
- 책상서랍 속의 동화 (MBC)
- 천국의 아이들 (MBC) - 자라 (바하레 세디키)
- 천녀유혼 3 (MBC) - 나비 (이지)
- 청사 (MBC) - 백소정 (왕조현)
- 캐리비안의 해적: 블랙 펄의 저주 (MBC) - 엘리자베스 스완 (키이라 나이틀리)
  - 캐리비안의 해적: 망자의 함 (MBC) - 엘리자베스 스완 (키이라 나이틀리)
- 캐스퍼와 웬디 (MBC) - 웬디 (힐러리 더프)
- 코로나도 (MBC) - 클레어 (크리스틴 다틸로)
- 콘헤드 대소동 (MBC) - 코니 (미쉘 버크)
- 크루서블 (MBC) - 애비 (위노나 라이더)
- 크루얼 죠스 (MBC)
- 탱크걸 (MBC) - 샘 (스테이시 린 램소워)
- 파고 (MBC)
- 파이트 클럽 (MBC) - 말라 (헬레나 보넘 카터)
- 판타스틱 소녀 백서 (MBC) - 레베카 (스칼렛 요한슨)
- 패스트 & 퓨리스 (MBC) - 레티 (미셸 로드리게스)
- 패트리어트 게임 (MBC)
- 포 페더스 (MBC) - 에스니 (케이트 허드슨)
- 폴리 (MBC) - 마리 (할리 케이트 아이젠버그 / 트리니 알바라도)
- 프랑켄슈타인 (MBC) - 엘리자베스 (헬레나 보넘 카터)
- 프로젝트 B (MBC) - 애니타 (서기)
- 플래시댄스 (MBC)
- 플레드 (MBC) - 코리 (살마 아예크)
- 플루크 (MBC) - 탐의 비서(클라린다 로스)
- 피고인 (MBC) - 사라 토비어스 (조디 포스터)
- 피아노 (MBC) - 플로라 (안나 파킨)
- 픽쳐 클레어 (MBC) - 클레어 (줄리엣 루이스)
- 할로윈 H20 (MBC) - 사라 (조디 린 오키프)
- 화이널 카운트 (MBC) - 미쉘 (아만다 와이스)
- 황후화 (MBC) - 장선 (리만)
- 히 러브스 미 (MBC) - 엘로이즈 (소피 길멩)

### 외화 외주제작 드라마 더빙
- 24 (MBC) - 제이미 (카리나 아로예이브)
- CSI 과학수사대 (MBC)
- CSI 뉴욕 (MBC) - 켄달 노박 (베스 올)
- CSI 마이애미 (MBC)
- 뮤턴트X (MBC 드라마넷) - 샬리마 (빅토리아 프랫)
- 종착역 (MBC) - 마젠추 (우혜)
- 천사들의 합창 (SBS) - 시모네타
- 한나 몬타나 (디즈니 채널) - 릴리 트러스콧

### 게임 더빙
- 마그나카르타 2 - 루
- 몬스터나라 판타리아 - 세나, 에스델
- 용기전승 3 - 미스티
- 클로저스 - 서유리
- 키리노 매니아 - 카나코 쿠루스
- 쿠키런: 킹덤 - 달빛술사 쿠키

### 내레이션 방송 더빙
- 살아있는 야생천국 (NGC)
- 잠베지 강, 야생의 젖줄 (NGC)
- 탄생, 10개월의 신비 (NGC)
- 똑?똑! 키즈스쿨 (MBC)

### 라디오
- 프로농구 생중계 리포터 (KNN파워FM)
- 창사특집 만인의 꿈 (안동문화방송)

### 라디오 드라마 더빙
- 만화열전 - 공포의 외인구단 (MBC 라디오) - 미선(유성구단 부단장)
- 만화열전 - 호텔 아프리카 (MBC 라디오) - 캐롤
- 만화열전 - 레드문 (MBC 라디오) - 자영, 어린 아즐라

### 방송 더빙
- MBC 뉴스데스크 (MBC)
- 믿거나 말거나 (MBC)
- 무한도전 (MBC)

## 같이 보기
- 문화방송
- 문화방송 성우극회
- 투니버스